# Канду (Муреш)
Канду (рум. Cându) насеље је у Румунији у округу Муреш у општини Берени. Oпштина се налази на надморској висини од 438 m.

## Становништво
Према подацима из 2002. године у насељу је живело 111 становника.

### Попис2002.
| Расподела становништва по националности 2002.‍ | Расподела становништва по националности 2002.‍ | Расподела становништва по националности 2002.‍ | Расподела становништва по националности 2002.‍ | Расподела становништва по националности 2002.‍ |
| --------------------------------------------- | --------------------------------------------- | --------------------------------------------- | --------------------------------------------- | --------------------------------------------- |
|                                               |                                               |                                               |                                               |                                               |
| Мађари                                        | Мађари                                        |                                               | 105                                           | 94,6%                                         |
| Роми                                          | Роми                                          |                                               | 6                                             | 5,4%                                          |